# Линдеман, Эрнст
Эрнст Линдеман (нем. Ernst Lindemann; 28 марта 1894, Альтенкирхен, Рейнланд — 27 мая 1941, Северная Атлантика) — немецкий военно-морской офицер, командир линейного корабля «Бисмарк».

## Биография

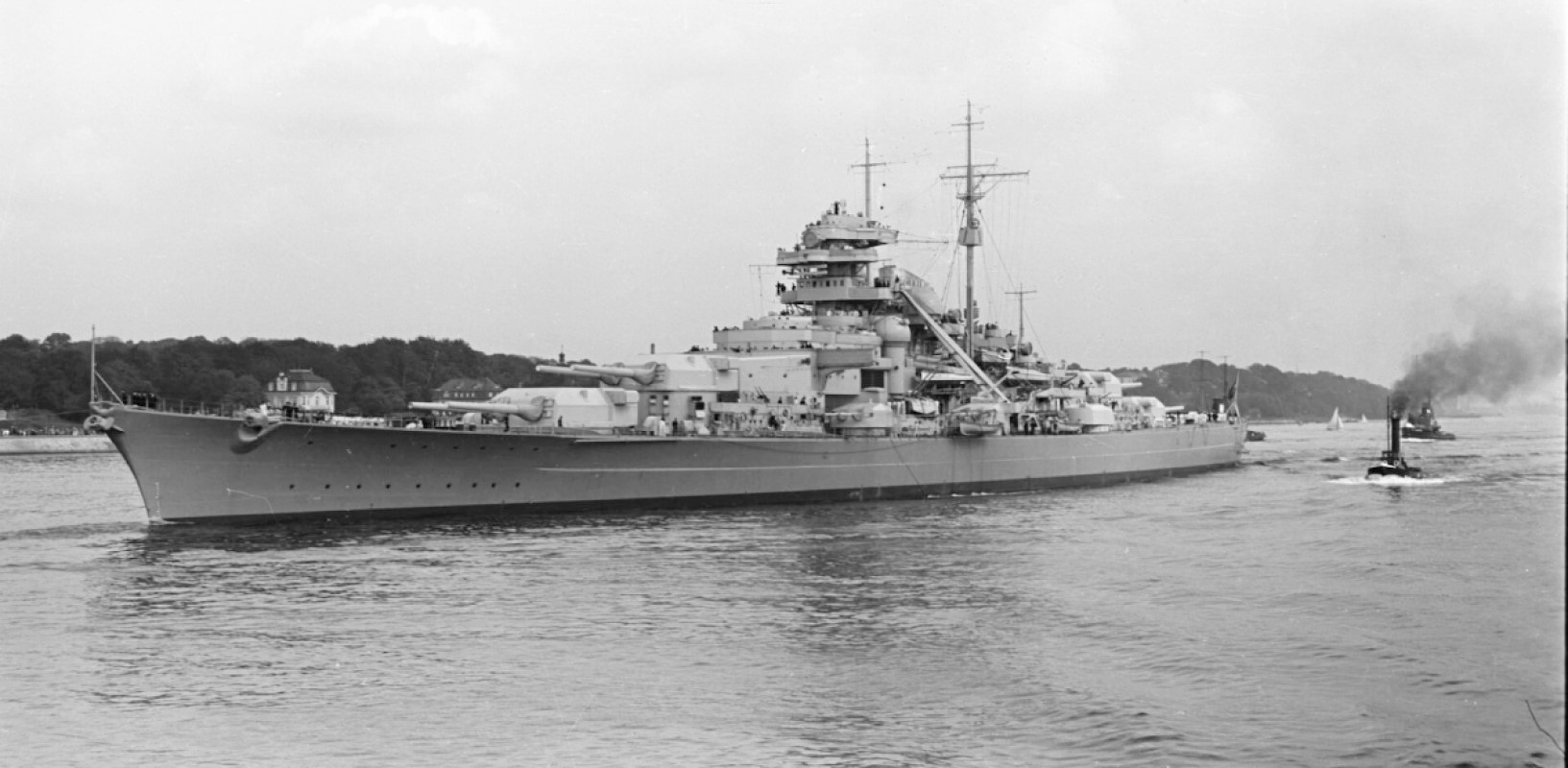
Линкор «Бисмарк». 1940 год

В 1913 году поступил в Кайзерлихмарине.
Участник Первой мировой войны. После демобилизации армии оставлен на флоте, служил артиллерийским офицером на линейных кораблях «Эльзас» и «Шлезвиг-Гольштейн». В 1931—1934 годах преподаватель морской артиллерийской школы, в 1936—1939 годах референт, затем начальник отдела учебных заведений Верховного командования ВМС (ОКМ).
1 апреля 1938 года получил звание капитана 1-го ранга.
С началом Второй мировой войны в 1939 году назначен начальником морской артиллерийской школы. С августа 1940 года командир линейного корабля «Бисмарк» — одного из самых современных кораблей германского ВМФ.
17 мая 1941 года «Бисмарк», являвшийся флагманом командующего флотом адмирала Гюнтера Лютьенса, вышел в море в сопровождении тяжелого крейсера «Принц Ойген».
24 мая 1941 года «Бисмарк» принял участие в сражении в Датском проливе. Под давлением Линдемана адмирал Лютьенс, находившийся на борту, принял решение вступить в бой с британскими кораблями, обнаружившими немецкий линкор. «Бисмарк» потопил линейный крейсер «Худ» — после боя, длившегося менее чем тридцать минут, но получил некоторые повреждения, в частности, британский снаряд попал в одно из нефтехранилищ «Бисмарка». Нефтяной шлейф, тянувшийся за линкором, не позволял кораблю оторваться от преследовавших его британских судов. «Бисмарк» пытался уйти на юг и встать на ремонт.
Через три дня, 27 мая, английские корабли настигли и атаковали «Бисмарк» — и расстреляли его. На «Бисмарке» погибли Линдеман, Лютьенс, весь штаб флота и почти вся команда (всего 2106 человек), спаслось лишь 115 человек.
27 декабря 1941 года Эрнст Линдеман был посмертно награждён Рыцарским крестом Железного креста.

## Награды
- Железный крест (1914) 2-го класса (Королевство Пруссия)
- Железный крест (1914) 1-го класса (Королевство Пруссия) (27 сентября 1919)
- Крест Фридриха Августа 2-го класса (Великое герцогство Ольденбург)
- Железный Полумесяц (Османская империя)
- Почётный крест Первой мировой войны 1914/1918 с мечами (06 декабря 1934)
- Медаль «За выслугу лет в вермахте» 2-го класса (02 октября 1936)
- Медаль «За выслугу лет в вермахте» 1-го класса (16 марта 1938)
- Крест Морских заслуг (Cruz del Mérito Naval) 3-го класса (Королевство Испания) (6 июня 1939)
- Крест Морских заслуг (Cruz Naval con distintivo Blanco) (Королевство Испания) (21 августа 1939)
- Крест Морских заслуг (Cruz Naval con distintivo Amarillo) 3-го класса (Королевство Испания) (21 августа 1939)
- Орден Меча (Королевство Швеция) (11 января 1941)
- Крест «За военные заслуги» 2-го класса с мечами (20 января 1941)
- Пряжка к Железному кресту (1939) 2-го класса
- Пряжка к Железному кресту (1939) 1-го класса (май 1941)
- Рыцарский крест Железного креста (посмертно, 27 декабря 1941)
- Нагрудный знак флота (посмертно, 1 апреля 1942)